# АТ-С
АТ-С (иногда АТС-712) — советский средний гусеничный артиллерийский тягач. Предназначался для буксировки прицепов, перевозки людей и различных грузов по всем видам дорог и бездорожья.

## История
Разработан СКБ Челябинского тракторного завода (ЧТЗ) под индексом «712». С 1950 года освоено мелкосерийное, а с 1952 года серийное производство на ЧТЗ. Поступил на вооружение армии под обозначением АТ-С (артиллерийский тягач средний). Тягач получил классическую компоновку с передним расположением двигателя, четырёхдверную закрытую кабину для экипажа из 7 человек и бортовой кузов с возможностью размещения десанта из 10 солдат. В основу конструкции нового тягача была положена концепция ходовой части с большим числом опорных катков сравнительно малого диаметра, что при эластичной торсионно-балансирной подвеске создавало относительно равномерное нагружение по длине гусеницы.
Дизельный двигатель В-54 являлся дефорсированным вариантом танкового дизеля В-2, хотя в 1947—1948 московский НИИ-3 Академии артиллерийских наук (Институт баллистики и артиллерийского вооружения) предлагал оснастить перспективный средния арттягач двухтактным V8 на основе ЯАЗ-204, который был создан ЯАЗом лишь в 1950 г. (ЯАЗ-208) и не нашёл применения. Отдельные агрегаты, например, два комбинированных воздухоочистителя использовались от трактора С-80.
С 1955 года производство АТ-С началось на Курганском машиностроительном заводе и шло там до мая 1962 года.
АТ-С являлся не только тягачом буксировочных артиллерийский систем, но и базой для многоствольных реактивных систем БМ-24Т, что давало большие преимущества по проходимости по сравнению с автомобильным шасси. За характерную внешность АТ-С получил в армии прозвище «сундук».
Он так же поставлялся в большинство армий стран Варшавского договора, а также в армию Финляндии, нейтральной и имевшей особые отношения с СССР, а потому активно закупающей советскую военную технику. В Советской армии тягачи АТ-С прослужили до 1970-х годов, пока не были окончательно заменены новыми типами гусеничных машин. Формально тягачи АТ-С оставались на вооружении российской армии вплоть до 1998 года.

## Технические характеристики

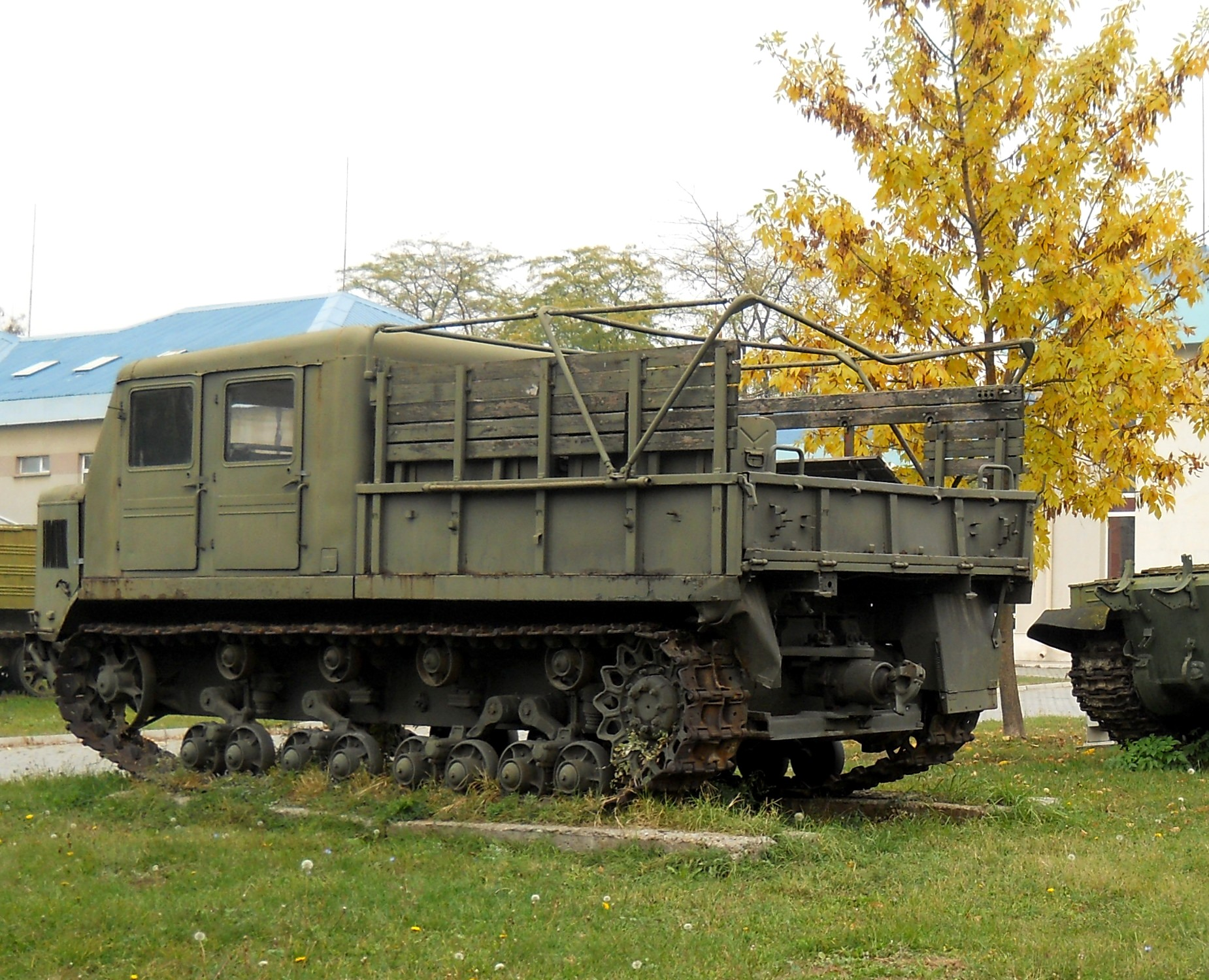
АТ-С

- Масса в снаряженном состоянии без груза, кг 12000
- Грузоподъемность платформы, кг 3000
- Масса буксируемого прицепа, кг 8000—14 000
- Мест в кабине 7
- Мест в кузове для сидения 10
- Габариты, мм:
- длина 5870
- ширина 2570
- высота по кабине 2533
- высота по тенту 2521
- База опорных катков, мм 2765
- Длина опорной поверхности гусениц, мм 2840
- Колея (по серединам гусениц), мм 1900
- Дорожный просвет с грузом на платформе, мм 400
- Среднее удельное давление на грунт с грузом на платформе, кг/см2: 0,557
- Максимальная мощность двигателя, л. с. 275
- при частоте вращения, об/мин 1600
- Максимальная скорость с нагрузкой по шоссе, км/ч 35,5
- Запас хода по грунту с нагрузкой и прицепом, км 210
- Запас хода по шоссе с нагрузкой и прицепом, км 305
- Предельный преодолеваемый подъём по твердому грунту с нагрузкой без прицепа, град.: 36